# Erica Rossi
Erica Rossi (Bolzano, 20 novembre 1955) è un'ex velocista italiana, 18 volte campionessa nazionale dal 1976 al 1987 (sui 400 m, 800 m, staffette 4×100 m e 4×400 m) all'aperto e 9 volte indoor (sui 200 m, 400 m, staffetta 4×400 m).

## Biografia
È stata una volta oro e due volte medaglia d'argento ai Giochi del Mediterraneo (Casablanca 1983 e Latakia 1987). Veste per 67 volte la maglia azzurra, terza in assoluto come presenze (a pari merito con Sara Simeoni) alle spalle di Marisa Masullo e Agnese Maffeis.
Ha partecipato a due edizioni dei Giochi olimpici, giungendo 5ª e 6ª in batteria a Mosca 1980 e Los Angeles 1984, pur correndo entrambe le volte intorno ai 53 secondi non riuscì a qualificarsi per il turno successivo. Turno che invece riuscì a superare alla prima delle sue due partecipazioni con la staffetta 4×400 metri a Mosca 1980 dove fu 5ª in finale (con Patrizia Lombardo, Cosetta Campana e Marisa Masullo, mentre Giuseppina Cirulli aveva corso in batteria al posto della Masullo).
Attualmente è primatista italiana della staffetta 4×200 metri indoor con il tempo 1'34"05 (con Marisa Masullo, Daniela Ferrian e Laura Miano record stabilito a Torino l'11 febbraio 1984), specialità tuttavia non facente parte dei programmi delle varie manifestazioni internazionali. Il suo 52"01 (che fu primato italiano per 14 anni, allorché fu battuto da Virna De Angeli con 51"68 in batteria ai Giochi olimpici di Atlanta 1996), resta a tutt'oggi la 9ª prestazione italiana all-time.

## Palmarès
| Anno | Manifestazione          | Sede        | Evento      | Risultato  | Prestazione | Note                          |
| ---- | ----------------------- | ----------- | ----------- | ---------- | ----------- | ----------------------------- |
| 1980 | Giochi olimpici         | Mosca       | 400 m piani | Batteria   | 52"98       |                               |
| 1980 | Giochi olimpici         | Mosca       | 4×100 m     | 5ª         | 3'46"2 m    |                               |
| 1981 | Europei indoor          | Grenoble    | 400 m piani | Semifinale | 52"81       |                               |
| 1982 | Europei                 | Atene       | 400 m piani | Batteria   | 52"01       | Record nazionale              |
| 1982 | Europei                 | Atene       | 4×100 m     | 6ª         | 43"99       | Miglior prestazione personale |
| 1983 | Universiadi             | Edmonton    | 400 m piani | 8ª         | 53"99       |                               |
| 1983 | Universiadi             | Edmonton    | 4×100 m     | 4ª         |             |                               |
| 1983 | Mondiali                | Helsinki    | 400 m piani | Semifinale | 53"88       |                               |
| 1983 | Mondiali                | Helsinki    | 4×100 m     | Batteria   | 44"46       |                               |
| 1983 | Giochi del Mediterraneo | Casablanca  | 400 m piani | Argento    | 53"83       |                               |
| 1984 | Europei indoor          | Göteborg    | 400 m piani | Argento    | 52"37       |                               |
| 1984 | Giochi olimpici         | Los Angeles | 400 m piani | Batteria   | 53"04       |                               |
| 1984 | Giochi olimpici         | Los Angeles | 4×400 m     | 6ª         | 3'30"82     |                               |
| 1985 | Europei indoor          | Il Pireo    | 400 m piani | 4ª         | 52"59       |                               |
| 1986 | Europei indoor          | Madrid      | 400 m piani | Semifinale | 53"67       |                               |
| 1986 | Europei                 | Stoccarda   | 400 m piani | Semifinale | 53"22       |                               |
| 1986 | Europei                 | Stoccarda   | 4×100 m     | Semifinale |             |                               |
| 1986 | Europei                 | Stoccarda   | 4×400 m     | 5ª         | 3'32"30     |                               |
| 1987 | Mondiali                | Roma        | 4×400 m     | Batteria   | 3'31"72     |                               |
| 1987 | Giochi del Mediterraneo | Laodicea    | 400 m piani | Argento    | 53"57       |                               |
| 1987 | Giochi del Mediterraneo | Laodicea    | 4×400 m     | Oro        | 3'32"14     |                               |
| 1988 | Europei indoor          | Budapest    | 800 m piani | Batteria   | 2'10"99     | Miglior prestazione personale |

## Campionati nazionali
- 2 volte campionessa nazionale assoluta indoor dei 200 m piani (1982, 1983)
- 11 volte campionessa nazionale assoluta dei 400 m piani (1976, 1977, 1978, 1979, 1980, 1981, 1982, 1983, 1984, 1985, 1987)
- 6 volte campionessa nazionale assoluta indoor dei 400 m piani (1980, 1981, 1984, 1985, 1986, 1988)
- 1 volte campionessa nazionale assoluta degli 800 m piani (1985)
- 2 volte campionessa nazionale assoluta della staffetta 4×100 m (1982, 1984)
- 3 volte campionessa nazionale assoluta della staffetta 4×400 m (1983, 1984, 1987)
- 1 volte campionessa nazionale assoluta indoor della staffetta 4×400 m (1984)

## Altre competizioni internazionali
1979
- 8ª in Coppa Europa ( Torino), 400 m piani - 55"03

1981
- 5ª in Coppa del mondo ( Roma), 400 m piani - 52"50
- 6ª in Coppa del mondo ( Roma), 4×400 m - 3'36"50

1985
- Bronzo in Coppa del mondo ( Canberra), 4×400 m - 3'28"47
- 5ª in Coppa Europa ( Budapest), 400 m piani
- 8ª in Coppa Europa ( Budapest), 4×400 m

1987
- 4ª nella finale B di Coppa Europa ( Göteborg), 400 m piani - 53"63